# Chiesa della Santissima Annunziata (Siena)
La chiesa della Santissima Annunziata è un luogo di culto cattolico della città di Siena, in Toscana.
La chiesa, situata nel Terzo di Città, prospiciente piazza del Duomo, di fronte alla cattedrale, è inglobata all'interno del complesso dell'antico Spedale di Santa Maria della Scala.

## Storia
Nata come cappella dello "ospedale", si trova nel suo nucleo più antico, documentato già in un atto di donazione del 29 marzo 1090. La chiesa dovette essere edificata nel 1257, ma completamente trasformata nella seconda metà del XV secolo, ad opera di Guidoccio di Andrea, con l'aiuto, tra gli altri, del celebre Francesco di Giorgio, a cui spettano le decorazioni (perdute) della "nobil tribuna", cioè la zona absidale stessa, e quella del "palcho a scatole", cioè dei cassettoni nel soffitto.
Alla fine del Seicento le disposizioni testamentarie di Agostino Chigi, già rettore dell'ospedale, permisero la ricostruzione dell'altare maggiore (rifatto da Giuseppe Mazzuoli) e la creazione di due altari laterali. Poco dopo, nel primo Settecento, ne vennero edificati altri due.
Al 1730 risale la decisione di ridecorare il catino absidale.

## Descrizione

### Esterno
La chiesa della Santissima Annunziata è priva di una facciata propria: infatti è situata inglobata all'interno del complesso dello Spedale di Santa Maria della Scala, sul lato prospiciente piazza del Duomo.
Il luogo di culto, privo di campanile, dà sulla piazza con il fianco sinistro; esso, in mattoncini, è in parte decorato, nella parte inferiore della sezione destra, con un rivestimento in marmo, in parte, nella fascia centrale della parte sinistra, da un particolare loggiato costituito da bifore sorrette da colonnine marmoree. Nell'area con rivestimento marmoreo, si apre un portale; questo è ogivale, leggermente strombato. Nella parte alta della fiancata della chiesa, si apre una serie di grandi monofore rinascimentali a tutto sesto, alcune delle quali sono murate.

### Interno

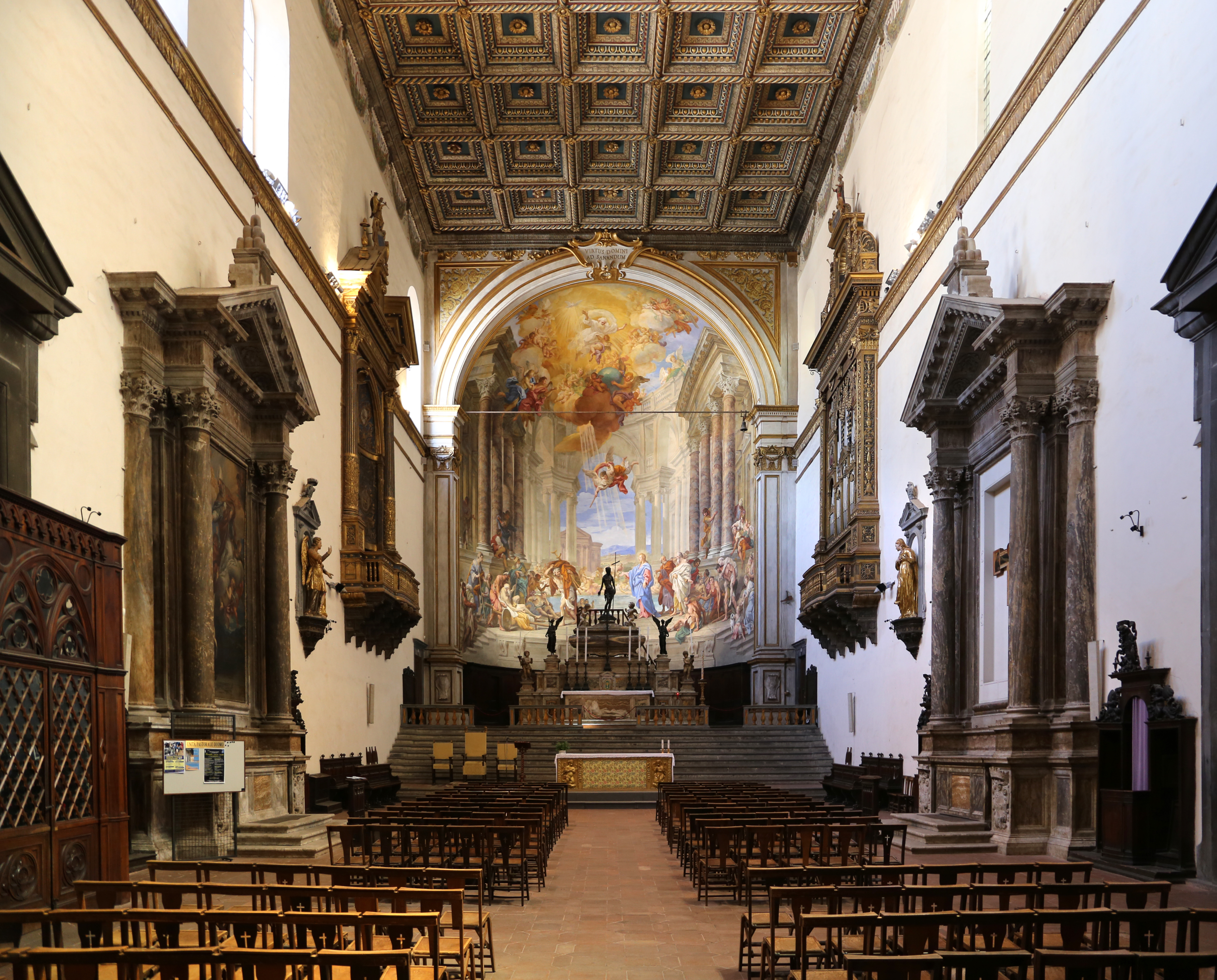
Interno

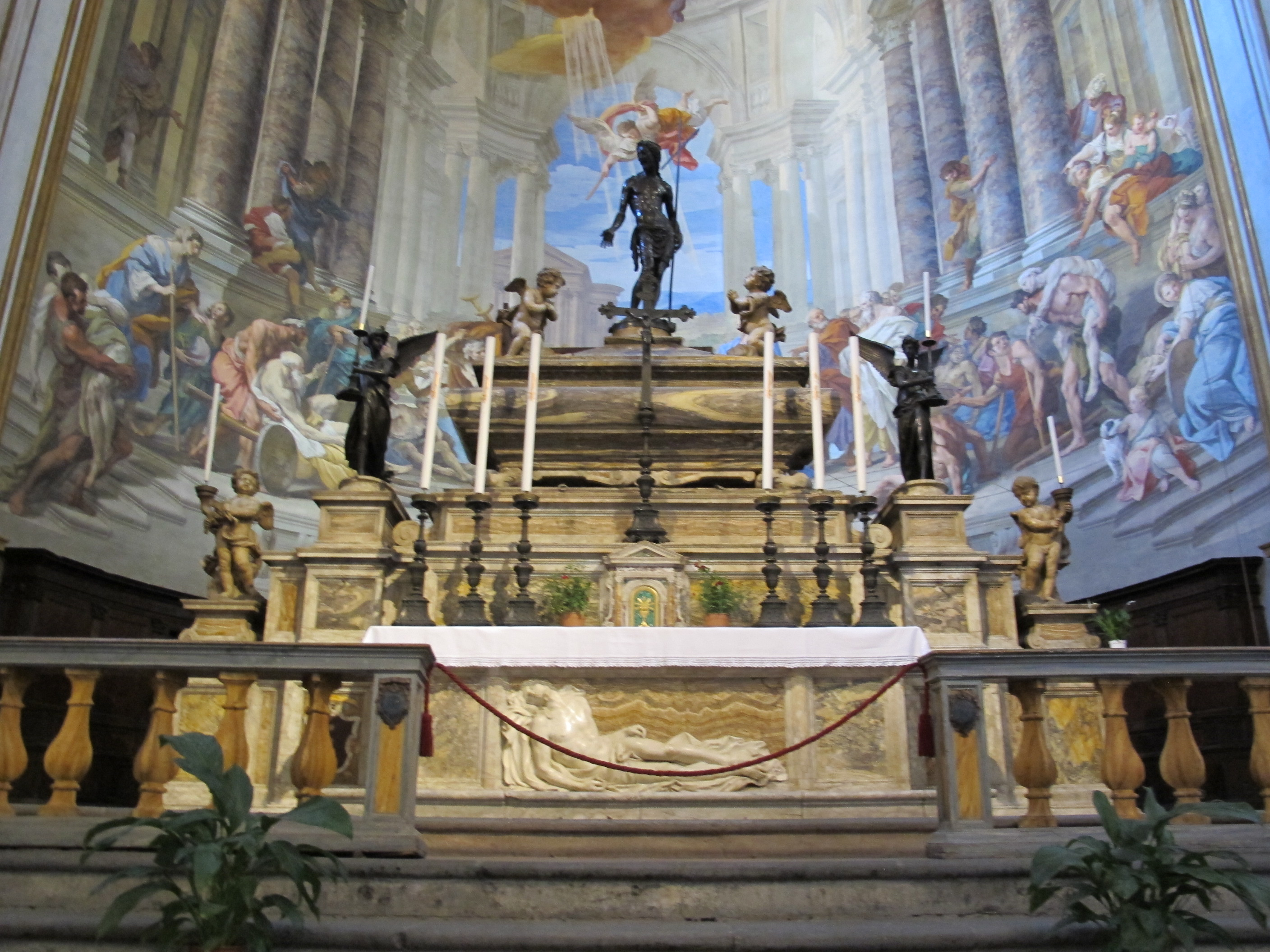
L'altare maggiore

Inusuale e contemporaneamente monumentale per l'unica grande navata unica e l'alto soffitto, a cassettoni lignei, ha un altare che si trova in posizione rialzata rispetto al resto della chiesa, al culmine di un'ampia scalinata. Nel presbiterio le pareti laterali risultano così innalzate fino alla quota della merlatura dell'attiguo Palazzo del Rettore.
Lungo le pareti della navata, vi sono quattro altari laterali marmorei, realizzati fra la fine del XVII secolo (per disposizioni testamentarie del rettore Agostino Chigi) e gli inizi del secolo successivo; ogni altare è decorato da un'ancona sormontata da un timpano triangolare sorretto da due colonne corinzie. Sopra il primo altare di destra si trova l'Assunzione di Maria di Pietro Locatelli, sull'altare opposto l'Annunciazione di Giovanni Maria Morandi, sul secondo altare di sinistra la Visione di santa Teresa di Ciro Ferri; originariamente, sul secondo altare di destra, vi era un quadro di Antonio Nasini raffigurante Santa Francesca Romana, andato perduto, al posto del quale vi è un Crocifisso dipinto del XIV secolo.
A metà della navata, fra i due altari di ciascuna parete, si apre un portale, con cornice in pietra serena sormontata da un timpano triangolare spezzato. Il portale della parete di sinistra, che dà su piazza del Duomo, è provvisto di una bussola neogotica. Nei pressi di quest'ultima, vi è un'acquasantiera in marmo, opera di Bartolomeo e Urbano da Cortona, che la realizzarono nel 1453. Nella parte terminale dell'abside, vi sono due cantorie lignee intagliate contrapposte: quella di sinistra ospita l'organo a canne, quella di destra, invece, risalente al XVII secolo, è per i coristi ed è sormontata da una cassa con timpano triangolare spezzato sorretto da due semicolonne corinzie.
La navata termina con l'abside, che presenta il grande affresco di Sebastiano Conca, ultima importante committenza dell'adiacente ospedale di Santa Maria della Scala, raffigurante la Piscina probatica. Realizzato tra il 1731 e il 1732 in luogo dell'Incoronazione della Vergine di Francesco di Giorgio Martini, raffigura la Piscina di Betzaeta, a Gerusalemme, citata nel Vangelo secondo Giovanni, dove si descrive come gli infermi sostino vicino alla vasca sperando in una guarigione miracolosa (Gv 5,2-3). L'affresco è stato restaurato nel 2004.
Il presbiterio è preceduto da un'alta scalinata e cinto da una balaustra lignea. Al centro, vi è l'altare maggiore marmoreo, sormontato da una statua bronzea raffigurante Cristo risorto, opera di Lorenzo di Pietro detto il Vecchietta (firmato e datato 1476), capolavoro del Quattrocento senese più espressivo, spesso relazionato alle opere di Donatello in città. Ai suoi lati, due angeli cerofori anch'essi in bronzo, del XVI secolo, realizzato dall'orafo e scultore Accursio Baldi. Il paliotto è decorato con il Cristo deposto di Giuseppe Mazzuoli, mentre sono della sua bottega le sculture in marmo che adornano l'altare.

### Organo a canne

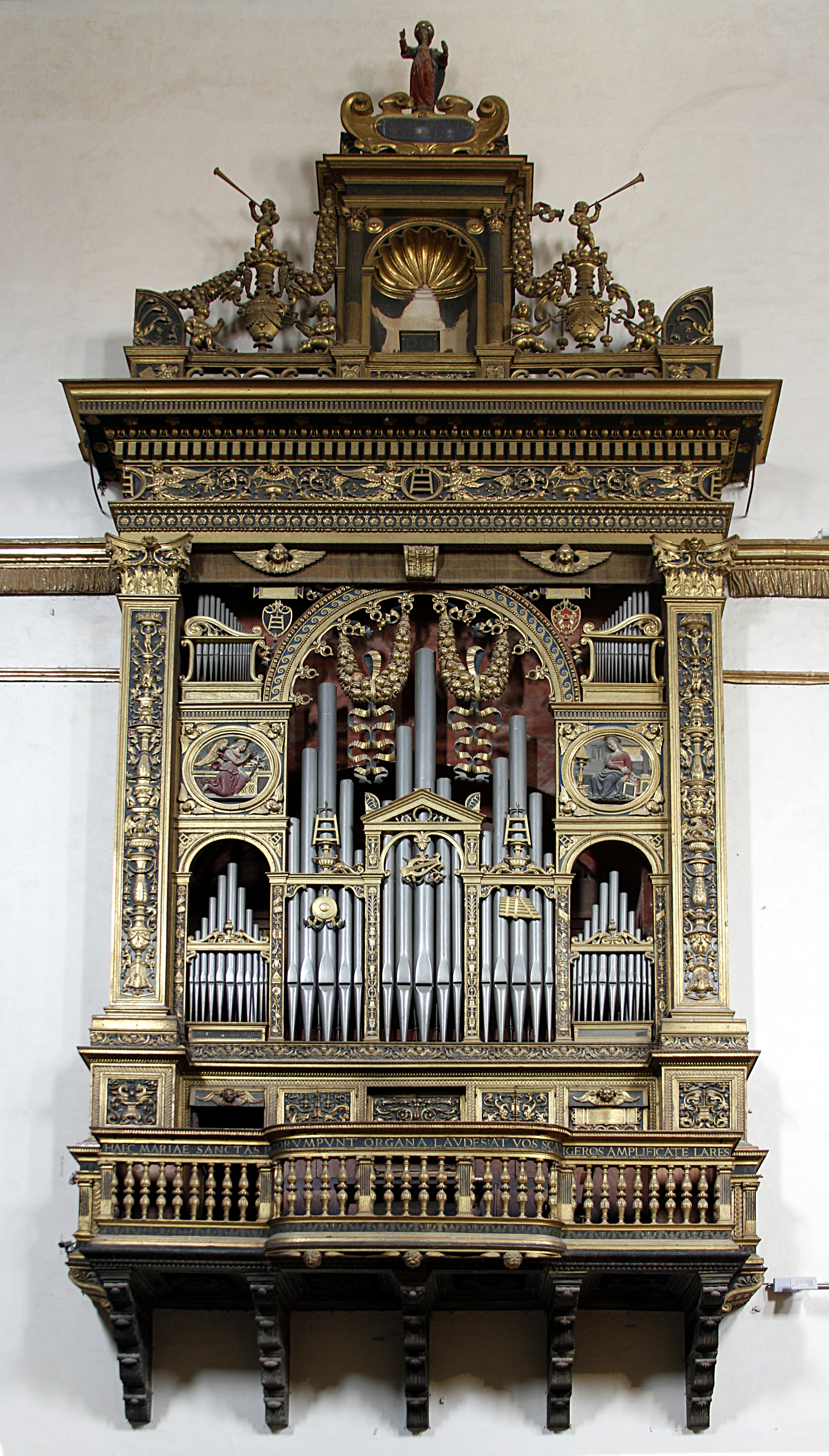
Organo

Sulla cantoria di destra, si trova l'organo a canne, costruito nel 1514-1518 da Giovanni di Antonio Piffero.
Lo strumento è a trasmissione integralmente meccanica e la sua consolle è a finestra. Quest'ultima possiede un'unica tastiera di 47 note con prima ottava scavezza ed è prima di pedaliera. I registri sono azionati da tiranti metallici posti al lato della consolle.
L'organo è racchiuso all'interno di una cassa lignea riccamente decorata. La mostra è inquadrata fra due lesene corinzie sorreggenti un cornicione; essa è collocata all'interno di tre campi ad arco a tutto sesto ed è formata da canne di principale con bocche allineate orizzontalmente: il campo centrale è ulteriormente tripartito, mentre ciascuno dei due laterali è sormontato da un organetto morto.

## Galleria d'immagini

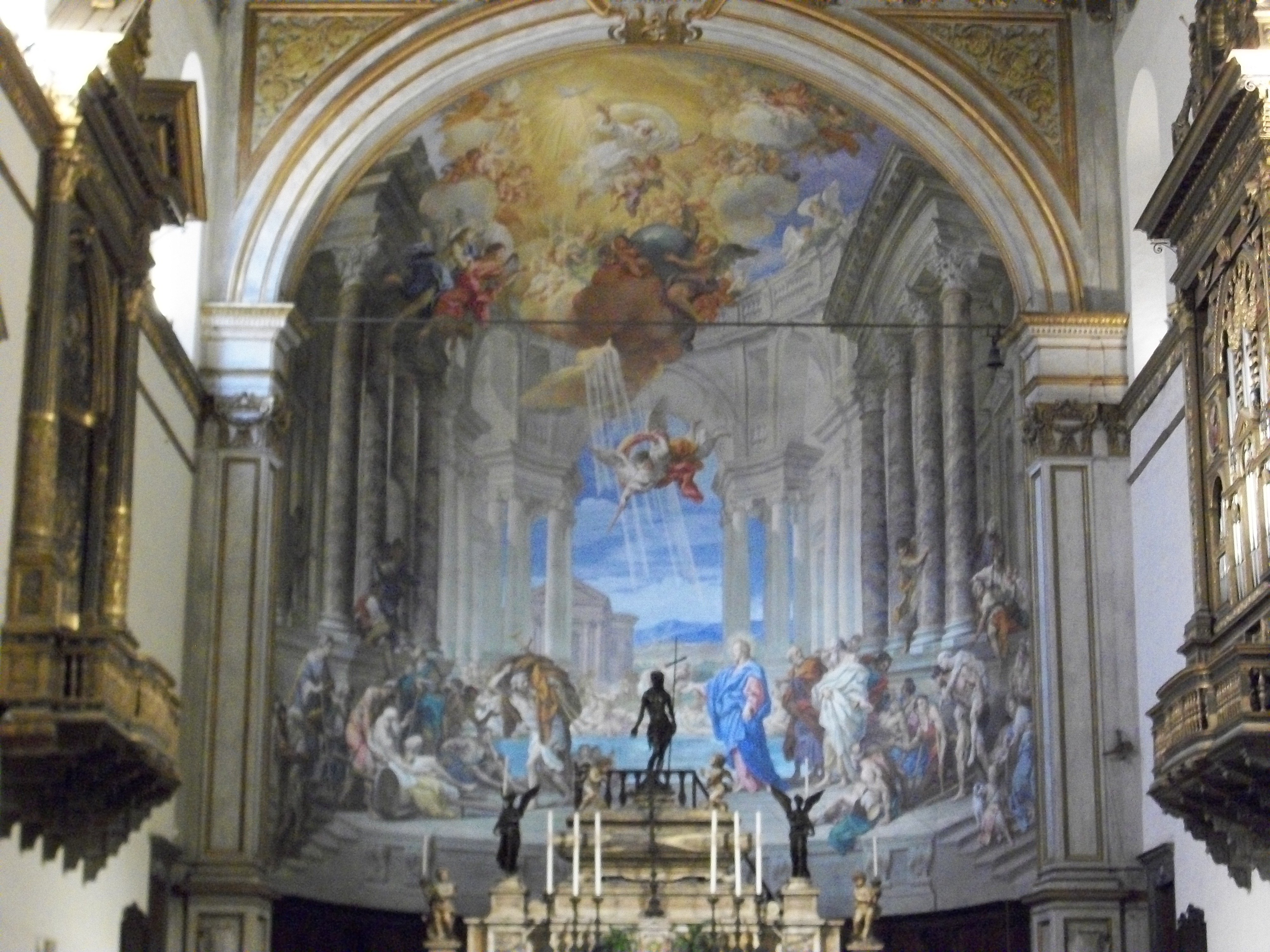
Piscina probatica di Sebastiano Conca (1731-1732)
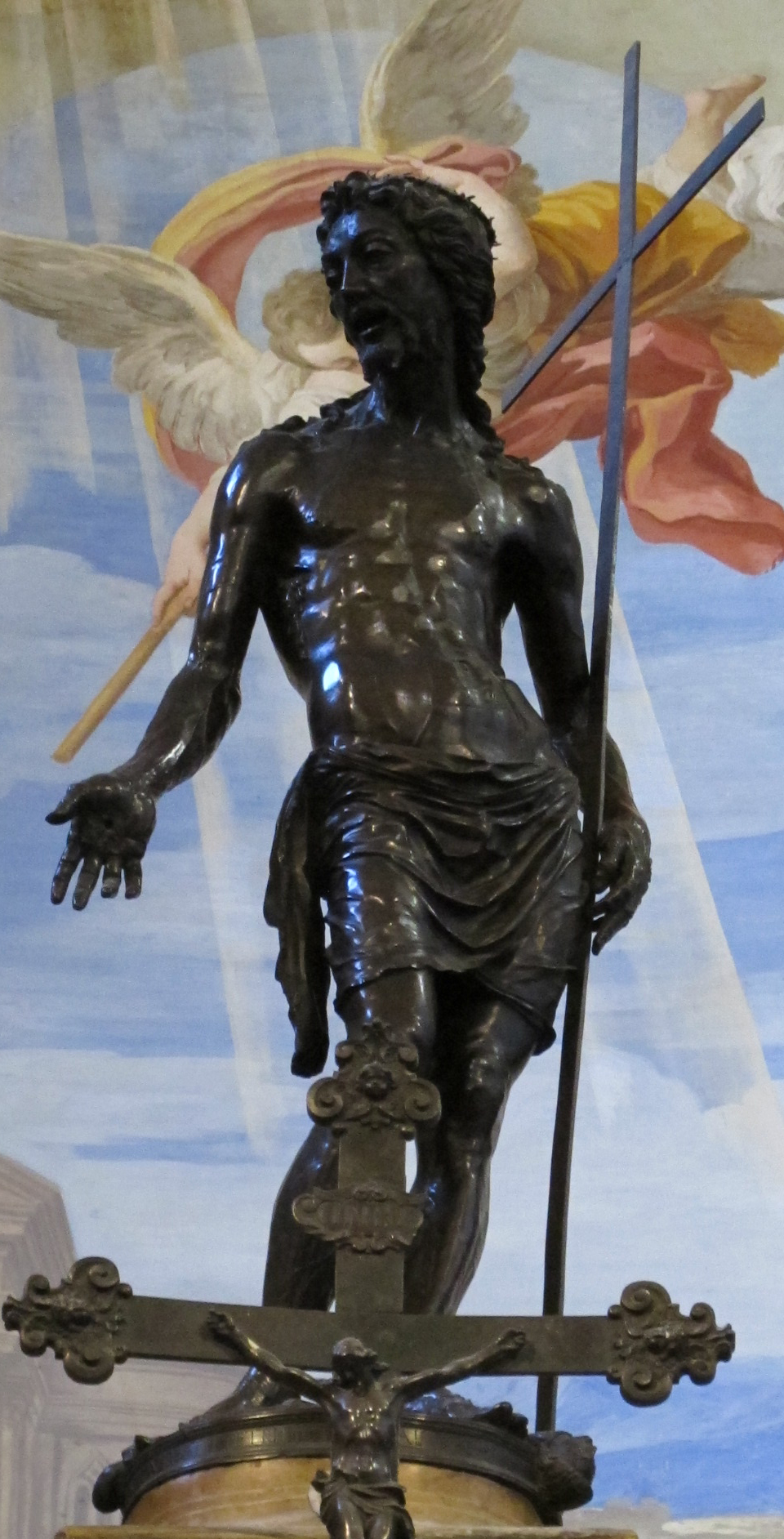
Cristo risorto del Vecchietta (1476)
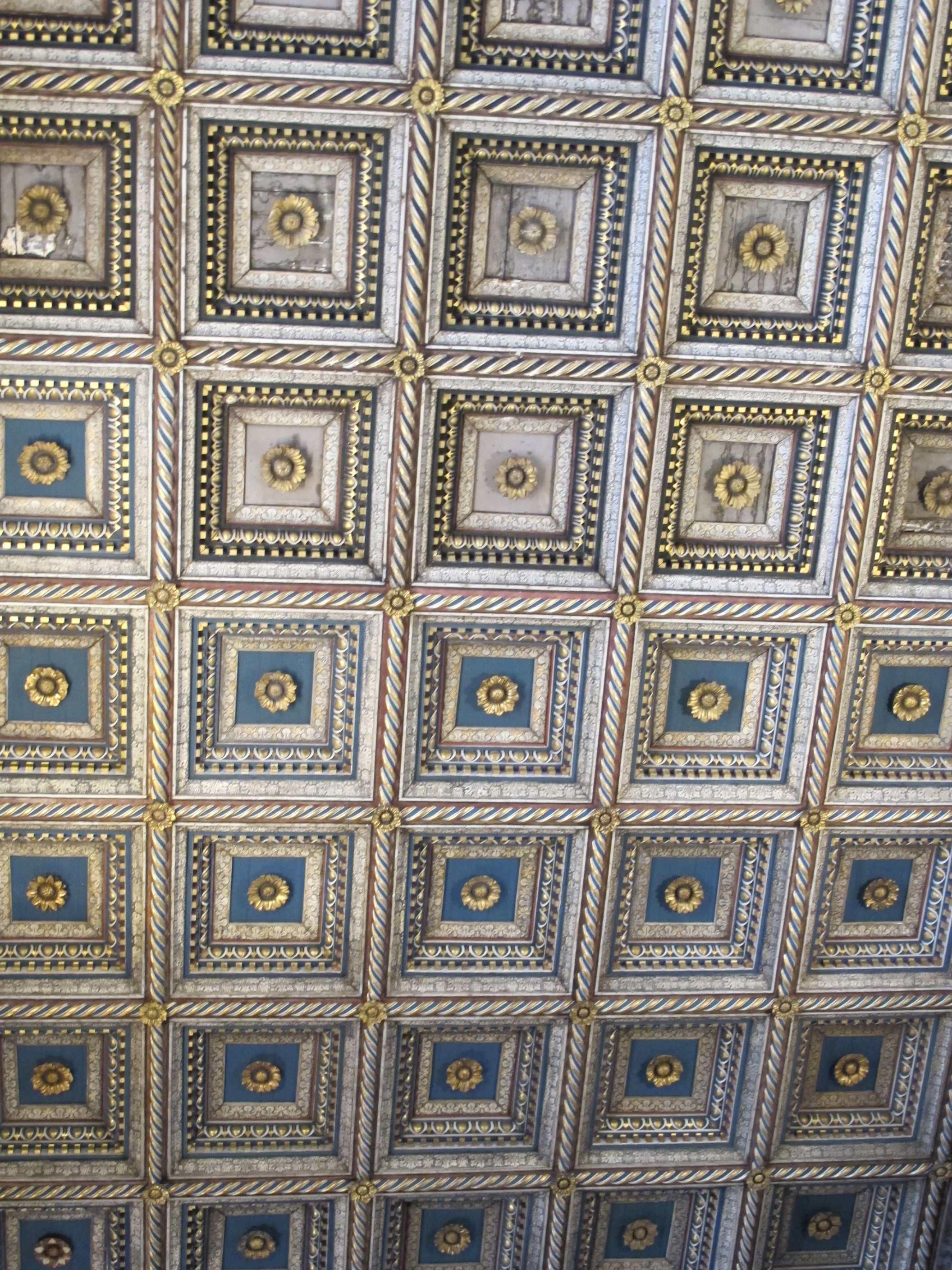
Particolare del soffitto a cassettoni
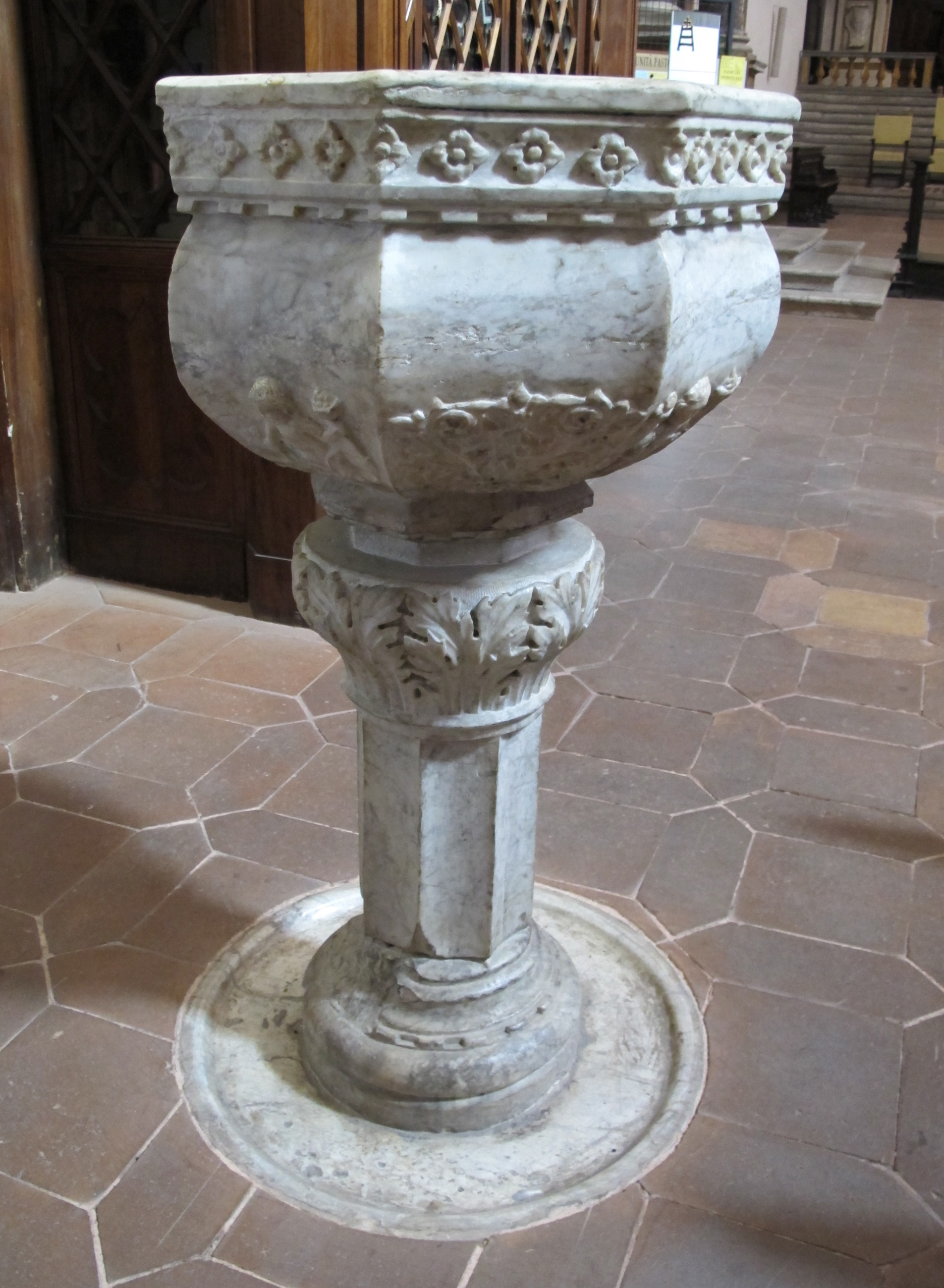
Acquasantiera dei Da Cortona (1453)